# Uxeau
Uxeau – miejscowość i gmina we Francji, w regionie Burgundia-Franche-Comté, w departamencie Saona i Loara.
Według danych na rok 1990 gminę zamieszkiwało 686 osób, a gęstość zaludnienia wynosiła 21 osób/km² (wśród 2044 gmin Burgundii Uxeau plasuje się na 346. miejscu pod względem liczby ludności, natomiast pod względem powierzchni na miejscu 141.).